# Saverio Gellini
Saverio Gellini (Faenza, 16 luglio 1960) è un ex ostacolista italiano.

## Biografia
Dopo aver partecipato ai campionati europei juniores di Bydgoszcz, dove non superò la fase delle batterie nei 400 metri ostacoli, conquistò il titolo di campione italiano assoluto nella staffetta 4×400 metri sia indoor che outdoor nel 1980.
Nel 1982 salì sul gradino più alto del podio ai campionati italiani assoluti nei 400 metri ostacoli e raggiunse la semifinale ai campionati europei di Atene nella medesima specialità.

## Progressione

### 400 metri ostacoli
| Stagione | Tempo | Luogo             | Data      | Rank. Mond. |
| -------- | ----- | ----------------- | --------- | ----------- |
| 1982     | 50"07 | Milano            | 7-7-1982  |             |
| 1981     | 49"72 | Villeneuve-d'Ascq | 4-7-1981  |             |
| 1980     | 50"90 | Bologna           | 9-7-1980  |             |
| 1979     | 53"01 | Bydgoszcz         | 16-8-1979 |             |

## Palmarès
| Anno | Manifestazione   | Sede      | Evento         | Risultato  | Prestazione | Note |
| ---- | ---------------- | --------- | -------------- | ---------- | ----------- | ---- |
| 1979 | Europei juniores | Bydgoszcz | 400 m ostacoli | Batteria   | 53"01       |      |
| 1982 | Europei          | Atene     | 400 m ostacoli | Semifinale | 50"59       |      |

## Campionati nazionali
- 1 volta campione italiano assoluto dei 400 m ostacoli (1982)
- 1 volta campione italiano assoluto della staffetta 4×400 m (1980)
- 1 volta campione italiano assoluto della staffetta 4×2 giri indoor (1980)

1980
- Oro ai campionati italiani assoluti indoor, staffetta 4×2 giri - 3'15"9 m
- Oro ai campionati italiani assoluti, staffetta 4×400 m - 3'08"93

1981
- Argento ai campionati italiani assoluti, 400 m ostacoli - 50"79

1982
- Oro ai campionati italiani assoluti, 400 m ostacoli - 50"35

## Altre competizioni internazionali
1980
- 4º al Golden Gala ( Roma), 400 m ostacoli - 52"19

1981
- 7º in Coppa del mondo ( Roma), 400 m ostacoli - 50"69

1982
- 7º al Golden Gala ( Roma), 800 m piani - 1'51"26